# Hrabstwo Camp

Piramida wieku hrabstwa

Hrabstwo Camp – hrabstwo położone w USA, we wschodniej części stanu Teksas. Hrabstwo utworzono poprzez wydzielenie terytorium z hrabstwa Upshur w 1874 r., jest jednym z najmniejszych w stanie Teksas. Siedzibą hrabstwa jest Pittsburg, największe miasto hrabstwa. Nazwę hrabstwu nadano dla uczczenia Johna Campa, uczestnika wojny secesyjnej, polityka, gubernatora Teksasu.

## Gospodarka
Na początku XXI wieku agrobiznes, przetwórstwo kurczaków, lekka produkcja i przemysł drzewny były kluczowymi elementami gospodarki hrabstwa Camp. 47% areału hrabstwa stanowią pastwiska, 27% uprawy i 17% obszary leśne. Drób i produkty drobiowe, wołowina, bydło mleczne, wieprzowina, owies, brzoskwinie, winogrona, siano, jagody i warzywa są głównymi produktami rolnymi. Niewielkie wydobycie ropy naftowej. 

## Miasta
- Pittsburg
- Rocky Mound

## Sąsiednie hrabstwa
- Hrabstwo Titus (północ)
- Hrabstwo Morris (wschód)
- Hrabstwo Upshur (południe)
- Hrabstwo Wood (południowy zachód)
- Hrabstwo Franklin (zachód)

## Demografia
- biali nielatynoscy – 54,4%
- Latynosi – 27%
- czarni lub Afroamerykanie – 15,9%
- rasy mieszanej – 2,8%
- Azjaci – 1,3%
- rdzenni Amerykanie – 1,1%[7].

## Główne drogi
Przez hrabstwo prowadzą dwie drogi krajowe:
- U.S. Route 259
- U.S. Route 271